# حوطه سدیر
حوطه سدیر (به عربی: حوطة سدیر) یک شهر در عربستان سعودی است که در استان ریاض واقع شده‌است.

## خصوصیات
حوطه سدیر ۲۸٬۹۵۴ نفر جمعیت دارد.